# 태인 김씨
태인 김씨(泰仁金氏)는 전북특별자치도 정읍시 태인면을 본관으로 하는 한국의 성씨이다.
시조 김언경(金彦京)은 김알지의 후손으로, 조선에서 대호군(大護軍)을 지냈다.

## 참고 자료
- “태인김씨(泰仁金氏)”. 뿌리를 찾아서.[깨진 링크(과거 내용 찾기)]